# 林海云
林海云（1911年10月30日—2007年1月7日），福建龙岩县（现为新罗区）城东关平寨坊社兴村人，中华人民共和国政治人物，曾任国务院财贸小组原副组长，中华人民共和国对外贸易部代部长、党组书记、中华人民共和国海关总署署长等职。

## 生平
生于药店职员家庭。兄妹六人，他排行老大。1924年小学毕业后家贫辍学，到本地的平林小学当教员。1928年春，参加了龙岩县委组织的“后田暴动”。1932年10月参加红军，任福建省苏维埃政府总务处文书科科长、中央军委总动员武装部文书、军委五局出版科副科长、中国工农红军总司令部秘书处油印股股长。1934年10月加入中国共产党，参加了两万五千里长征。1937年在延安抗大二期学习并兼支部书记。
抗战爆发后任十八集团军总司令部作战科参谋、1938年6月任野司四科（副官处）科长。1940年2月，到北方局党校学习，6月底结业，分配到冀太联办贸易总局任局长，组建了太岳区贸易分局、冀南区贸易分局，设立6个直属的贸易分局分别驻河北赞皇县、山西省和顺县石拐镇、武乡县、平顺县虹梯关镇、河南省林北县任村镇、武安县阳邑镇。以及一批公营商店。1941年7月，冀太联办贸易总局与太行生产合作社合并为冀太联办生产贸易管理总局，驻辽县桐峪镇。1941年9月，改组为边区工商管理总局，迁驻涉县索堡镇，总局长王兴让，副总局长林海云。1943年3月兼任冀南行署工商管理局局长，通过经济手段渡过严重的春荒。
1946年任冀南区党委经济部副部长，1948年3月在石家庄举行华北财经会议，林海云任晋冀鲁豫边区代表团团长。后任华北人民政府工商部副部长。
新中国成立后，任中央贸易部国外贸易司司长，中央对外贸易部办公厅主任、1954年9月任外贸部部长助理兼海关总署署长、副部长，1965年任中央对外贸易部党组书记、代理部长，1970年因声带癌而卸任。十一届三中全会后，任国务院财贸小组副组长。1982年离休。
中共第十二次全国代表大会代表。